# Халима Аден
Халима Аден (19. септембар 1997.) је сомалијско—америчка манекенка и модел. Позната је као прва жена која је носила хиџаб на избору за Мис Минесоте у САД-у 2016. године, где је била полуфиналисткиња. Након учешћа на избору, Халима је добила медијску пажњу и потписала је уговор са IMG Models. Такође је била прва манекенка која је носила хиџаб и буркини у издању часописа Sports Illustrated Swimsuit.

## Биографија
Рођена је у избегличком кампу Какума у Кенији 19. септембра 1997. године и потиче из сомалијске породице. Са шест година преселила се у Сједињене Државе и настанила се у Сент Клауду, у Минесоти. Студенткиња је Државног универзитета Сент Клауд.
Године 2016, Аден је добила пажњу медија након што се такмичила на избору за Мис Минесоте САД, поставши прва такмичарка на избору која је носила буркини и хиџаб. Неки аналитичари су ово видели као корак ка диверзификацији у индустрији манекенства. Следеће године, Халима је потписала трогодишњи уговор са могућношћу продужења са агенцијом IMG Models. У фебруару 2017. године, дебитовала је на Недељи моде у Њујорку за пету сезону Yeezy-ја. Касније је била прелиминарни и телевизијски судија на избору за Мис САД 2017. године.
Године 2018, Халима је постала амбасадорка УНИЦЕФ-а. Њен рад је усмерен на права деце.
У мају 2019. године, постала је прва манекенка која је носила хиџаб и буркини у купаћем костиму часописа Sports Illustrated.
У новембру 2020. године, она је у серији Инстаграм прича објавила да је напустила манекенство јер је то угрозило њена верска уверења, иако је од тада назначила да ће се бавити манекенством све док може да постави услове. Халима је добила подршку за своју одлуку од Ријане, Џиџи Хадид и Беле Хадид. Она је касније објавила да је планирала да постане прва Сомалијка која се такмичи на Мис Универзума.
У децембру 2021. године проглашена је једном од 100 жена Би-Би-Сија.